# 貝雅特·西洛塔·戈登

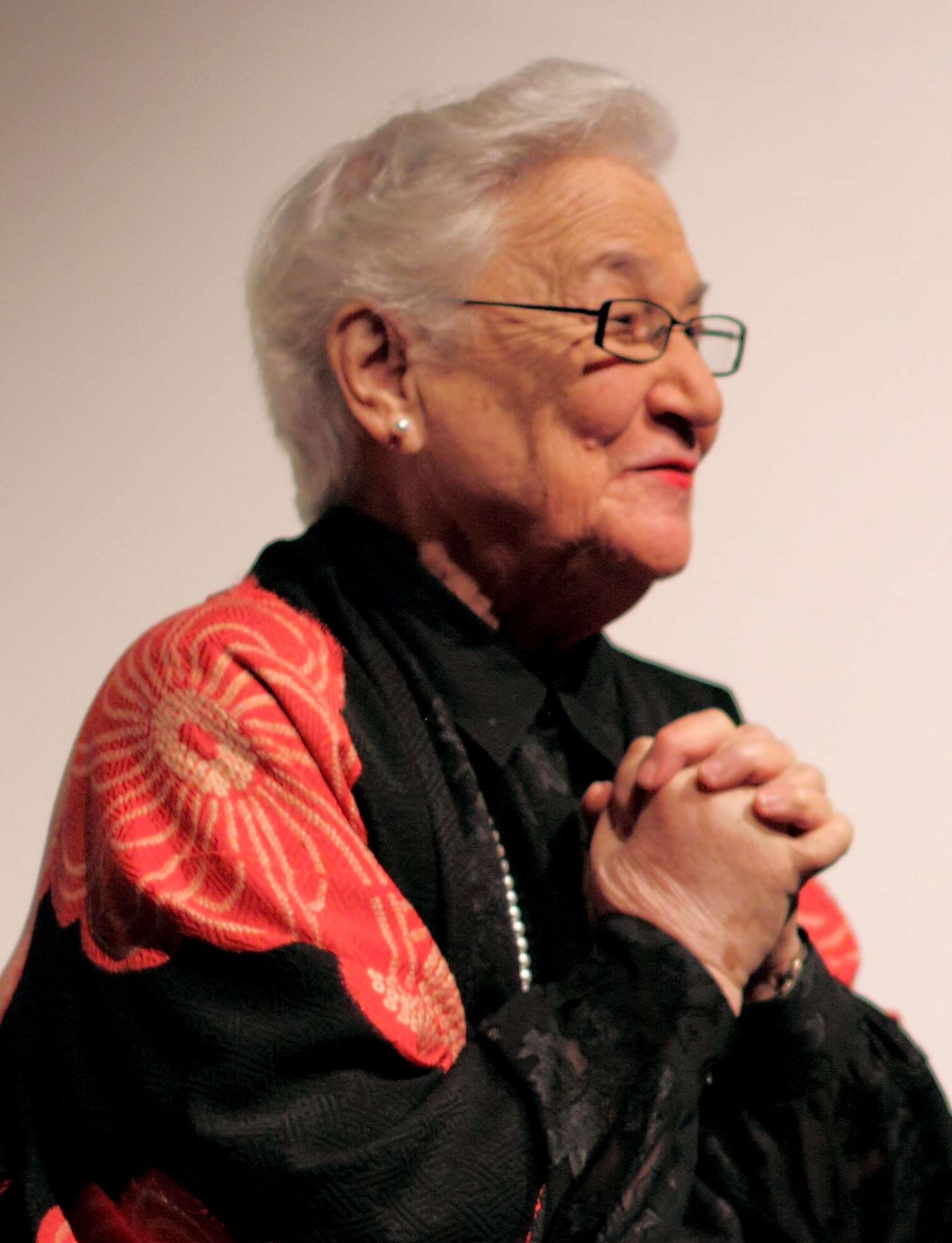
貝雅特·西洛塔·戈登

貝雅特·西洛塔·戈登（英語： 1923年10月25日—2012年12月30日）奥地利裔美国表演艺术主持人，妇女权利活动家，曾参与第二次世界大战后美国将军麦克阿瑟主持的《日本国宪法》的编写。